# Австралийска врана
Австралийската врана (Corvus coronoides) е вид птица от семейство Вранови (Corvidae). Видът е незастрашен от изчезване.

## Разпространение
Разпространен е в Австралия.